# Ptinus lichenum
Ptinus lichenum is een keversoort uit de familie klopkevers (Ptinidae). De wetenschappelijke naam van de soort werd in 1802 gepubliceerd door Thomas Marsham.